# A Strange Transgressor
A Strange Transgressor  è un film muto del 1917 diretto da Reginald Barker.

## Trama
Infischiandosene del giudizio della società, Lola Montrose vive fuori dal matrimonio con l'uomo che ama. Ma costui, il dottor John Hampton, stanco di Lola, le annuncia che vuole sposarsi con una donna perbene, anche a causa di suo figlio Irwin. Lola, disperata, prega Hampton di non lasciarla: anche lei ha un figlio, che ha fatto allevare in un istituto religioso, ma Hampton si dimostra irremovibile.
Lola, furiosa, decide di vendicarsi. Seduce il giovane Irwin, tanto da indurlo a presentarsi con lei davanti a un pastore. Ma l'uomo di chiesa rifiuta di celebrare il matrimonio. Irwin, ubriaco fradicio, crede di essersi sposato e porta a casa Lola, presentandola come sua moglie.
La donna, ammalata, viene salvata dal dottore. Gli confessa allora che non c'è mai stato nessun matrimonio tra lei e suo figlio. Hampton ritorna sui suoi passi: si rende conto del male che ha fatto e promette di prendersi da allora in poi cura di Lola e di suo figlio.

## Produzione
Il film fu prodotto dalla Triangle Film Corporation.

## Distribuzione
Distribuito dalla Triangle Distributing, il film - presentato da Thomas H. Ince - uscì nelle sale cinematografiche statunitensi l'8 luglio 1917.